# Złotośliwowate

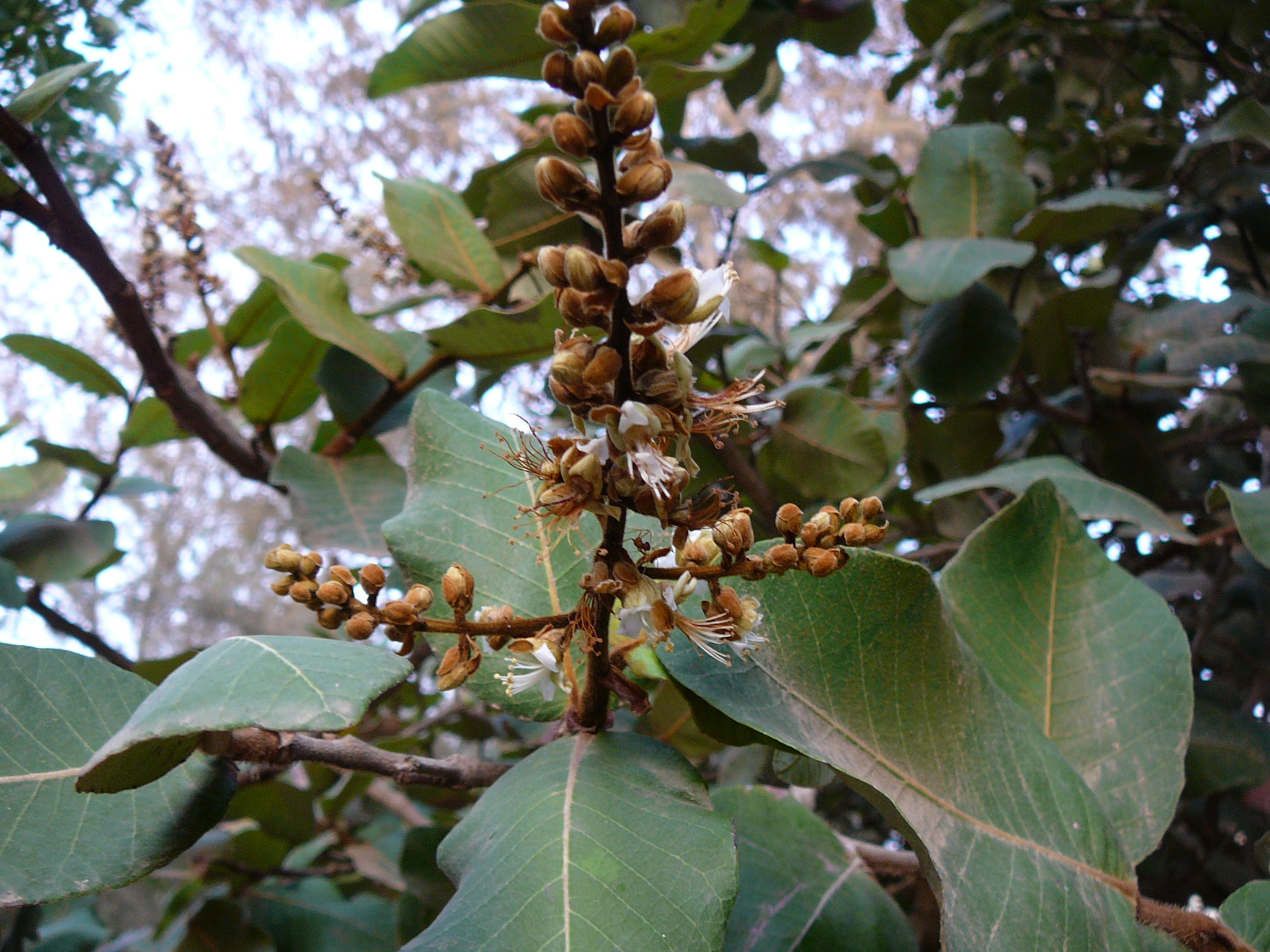
Kwiatostan Neocarya macrophylla

Złotośliwowate (Chrysobalanaceae) – rodzina roślin okrytonasiennych z rzędu malpigiowców. Obejmuje 18 rodzajów liczących około 520 gatunków. Najbardziej zróżnicowane rodzaje to: Licania (218 gatunków), Hirtella (109), Couepia (71), Parinari (39). Rośliny te występują na wszystkich kontynentach znajdujących się w strefie klimatu tropikalnego. Owoce kilku gatunków są lokalnie spożywane, z nasion kilku innych wytwarza się olej. Drewno drzew z tej rodziny zawiera krzemionkę, w związku z czym jest bardzo trudne w obróbce, ale też jest niezwykle odporne. Drewno Licania ternatensis wykorzystywane jest w budownictwie konstrukcji podwodnych oraz podziemnych.

## Morfologia

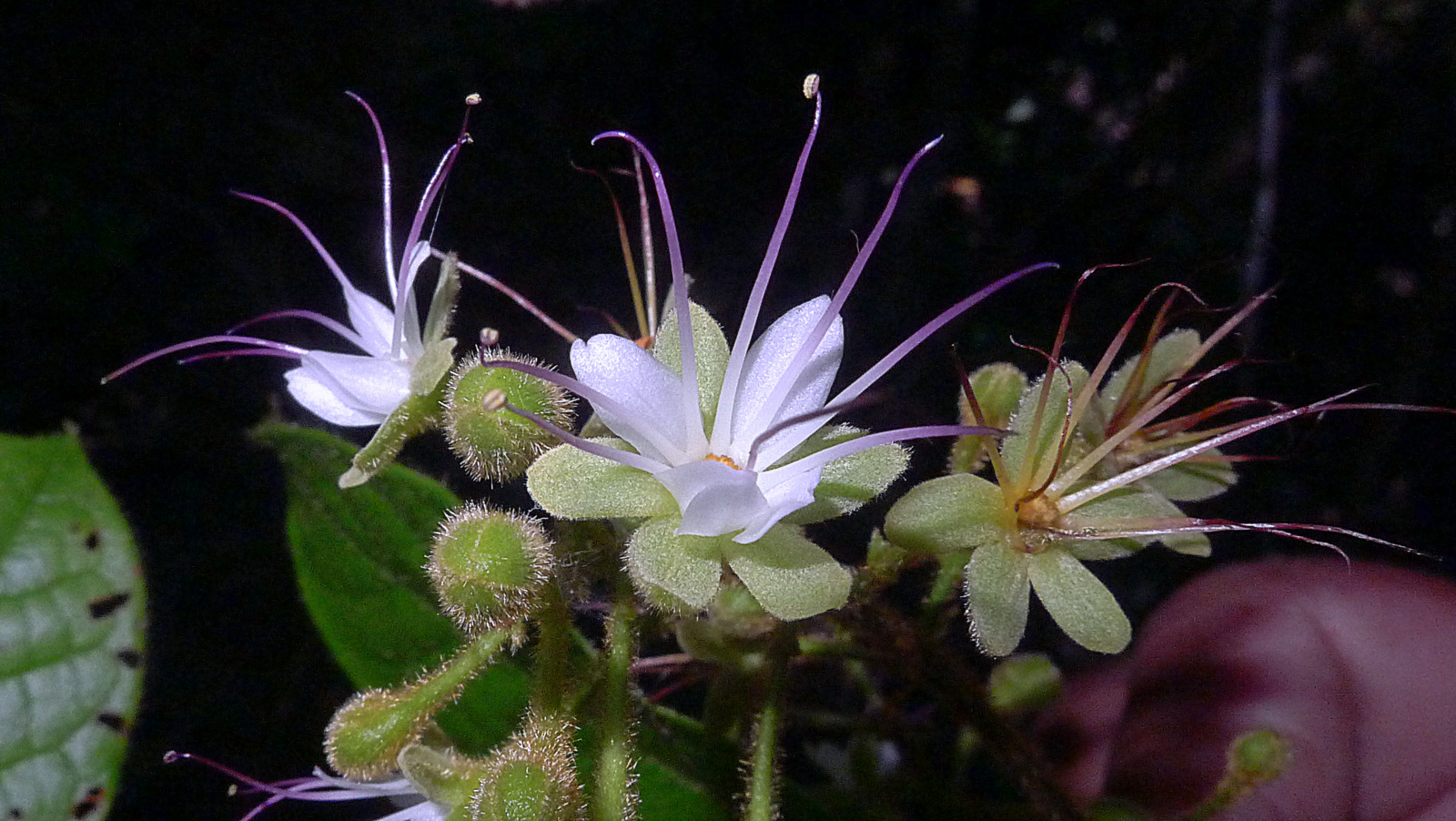
Hirtella santosii

PokrójDrzewa i krzewy.
LiścieSkrętoległe, niepodzielone, z przylistkami krótkotrwałymi lub czasem trwałymi, przyrośniętymi do ogonka. Blaszki całobrzegie, pierzasto użyłkowane.
KwiatyZwykle obupłciowe, promieniste lub grzbieciste, zebrane w różnorodnych typach kwiatostanów (grona, wiechy, wierzchotki). Zarówno działek kielicha, jak i płatków korony jest zazwyczaj po 5. Działki często mają nierówną długość i bywają wywinięte. Płatki korony także bywają nierównej długości, czasem szybko odpadają lub są zredukowane. Pręciki występują w liczbie od 2 do 100 (300 u Couepia). Górna zalążnia powstaje z trzech owocolistków, ale zwykle tylko jeden z nich się rozwija, tworząc pojedynczą komorę z dwoma zalążkami, ew. dwie komory z pojedynczymi zalążkami. Szyjka słupka jest prosta, kończy się trójdzielnym znamieniem.
OwoceMięsiste, rzadziej suche pestkowce.

## Systematyka
Tradycyjnie rośliny tu zaliczane uważano za blisko spokrewnione z różowatymi (Rosaceae) i włączane były do tej rodziny, często w randze podrodziny. Badania molekularne wskazują na przynależność tej grupy do rzędu malpigiowców (Malpighiales) i sytuują jako grupę siostrzaną wobec rodziny Euphroniaceae.
Pozycja systematyczna według APweb (aktualizowany system APG IV z 2016)
|  | Putranjivaceae  |
|  |                 |
|  | Lophopyxidaceae |
|  |                 |

|  | Centroplacaceae                                                                               |
|  |                                                                                               |
|  | \| \| Malpighiaceae – malpigiowate \| \| \| \| \| \| Elatinaceae – nadwodnikowate \| \| \| \| |
|  |                                                                                               |
|  | Malpighiaceae – malpigiowate                                                                  |
|  |                                                                                               |
|  | Elatinaceae – nadwodnikowate                                                                  |
|  |                                                                                               |

|  | Malpighiaceae – malpigiowate |
|  |                              |
|  | Elatinaceae – nadwodnikowate |
|  |                              |

|  | Trigoniaceae    |
|  |                 |
|  | Dichapetalaceae |
|  |                 |

|  | Chrysobalanaceae – złotośliwowate |
|  |                                   |
|  | Euphroniaceae                     |
|  |                                   |

|  | Trigoniaceae    |
|  |                 |
|  | Dichapetalaceae |
|  |                 |

|  | Chrysobalanaceae – złotośliwowate |
|  |                                   |
|  | Euphroniaceae                     |
|  |                                   |

|  | Trigoniaceae    |
|  |                 |
|  | Dichapetalaceae |
|  |                 |

|  | Chrysobalanaceae – złotośliwowate |
|  |                                   |
|  | Euphroniaceae                     |
|  |                                   |

|  | Trigoniaceae    |
|  |                 |
|  | Dichapetalaceae |
|  |                 |

|  | Chrysobalanaceae – złotośliwowate |
|  |                                   |
|  | Euphroniaceae                     |
|  |                                   |

|  | Putranjivaceae  |
|  |                 |
|  | Lophopyxidaceae |
|  |                 |

|  | Centroplacaceae                                                                               |
|  |                                                                                               |
|  | \| \| Malpighiaceae – malpigiowate \| \| \| \| \| \| Elatinaceae – nadwodnikowate \| \| \| \| |
|  |                                                                                               |
|  | Malpighiaceae – malpigiowate                                                                  |
|  |                                                                                               |
|  | Elatinaceae – nadwodnikowate                                                                  |
|  |                                                                                               |

|  | Malpighiaceae – malpigiowate |
|  |                              |
|  | Elatinaceae – nadwodnikowate |
|  |                              |

|  | Trigoniaceae    |
|  |                 |
|  | Dichapetalaceae |
|  |                 |

|  | Chrysobalanaceae – złotośliwowate |
|  |                                   |
|  | Euphroniaceae                     |
|  |                                   |

|  | Trigoniaceae    |
|  |                 |
|  | Dichapetalaceae |
|  |                 |

|  | Chrysobalanaceae – złotośliwowate |
|  |                                   |
|  | Euphroniaceae                     |
|  |                                   |

|  | Trigoniaceae    |
|  |                 |
|  | Dichapetalaceae |
|  |                 |

|  | Chrysobalanaceae – złotośliwowate |
|  |                                   |
|  | Euphroniaceae                     |
|  |                                   |

|  | Trigoniaceae    |
|  |                 |
|  | Dichapetalaceae |
|  |                 |

|  | Chrysobalanaceae – złotośliwowate |
|  |                                   |
|  | Euphroniaceae                     |
|  |                                   |

Podział na rodzaje
- Acioa Aubl.
- Afrolicania Mildbr.
- Atuna Raf.
- Bafodeya Prance ex F. White
- Chrysobalanus L. – złotośliw[7]
- Couepia Aubl.
- Dactyladenia Welw.
- Exellodendron Prance
- Grangeria Comm. ex Juss.
- Hirtella L. – hirtella, rozdrza
- Hunga Pancher ex Prance
- Kostermanthus Prance
- Licania Aubl.
- Magnistipula Engl.
- Maranthes Blume
- Neocarya (DC.) Prance ex F. White
- Parastemon A. DC.
- Parinari Aubl.